# Hans Jacoby
Pour les articles homonymes, voir Jacoby.
Hans Jacoby est un scénariste, producteur et décorateur allemand, né le 23 octobre 1904 à Breslau (aujourd'hui Wrocław en Pologne), et mort le 31 octobre 1963 à Zurich.

## Filmographie

### Comme scénariste
- 1926 : Mademoiselle Josette, ma femme, de Gaston Ravel
- 1928 : Der Henker, de Theodor Sparkuhl et Adolf Trotz
- 1929 : Sensation im Wintergarten, de Joe May et Gennaro Righelli
- 1930 : Das Land des Lächelns, de Max Reichmann
- 1932 : Mädchen zum Heiraten, de Wilhelm Thiele
- 1933 : Hände aus dem Dunkel, d'Erich Waschneck
- 1934 : Doña Francisquita, d'Hans Behrendt
- 1938 : Tarakanowa, de Fedor Ozep et Mario Soldati
- 1938 : Gibraltar de Fedor Ozep
- 1938 : J'étais une aventurière, de Raymond Bernard
- 1939 : Sans lendemain, de Max Ophüls
- 1940 : Tanya l'aventurière (I Was an Adventuress), de Gregory Ratoff
- 1941 : La Nuit de décembre, de Curtis Bernhardt
- 1942 : Le Fruit vert (Between Us Girls), d'Henry Koster
- 1943 : Le Fantôme de l'opéra (Phantom of the Opera), d'Arthur Lubin
- 1943 : The Amazing Mrs. Holliday, de Bruce Manning et Jean Renoir (non crédité)
- 1945 : She Wouldn't Say Yes d'Alexander Hall
- 1946 : Tars and Spars, d'Alfred E. Green
- 1950 : Champagne for Caesar, de Richard Whorf
- 1950 : Tarzan and the Slave Girl, de Lee Sholem
- 1951 : Sirocco (Sirocco) de Curtis Bernhardt
- 1951 : Reunion in Reno, de Kurt Neumann
- 1952 : Tarzan's Savage Fury, de Cy Endfield
- 1953 : Taxi, de Gregory Ratoff
- 1954 : Ceux du voyage (Carnival Story), de Kurt Neumann
- 1954 : Rummelplatz der Liebe, de Kurt Neumann
- 1954 : Portrait d'une inconnue (Bildnis einer Unbekannten), d'Helmut Käutner
- 1954 : Stranger from Venus, de Burt Balaban
- 1957 : Les Fredaines du capitaine (de), de Rolf Thiele
- 1957 : Vater sein dagegen sehr, de Kurt Meisel
- 1958 : Une affaire diabolique (en) (Herz ohne Gnade), de Victor Tourjansky
- 1958 : Ça s'est passé en plein jour (Es geschah am hellichten Tag), de Ladislas Vajda
- 1958 : Der Mann, der nicht nein sagen konnte, de Kurt Früth
- 1959 : Éva ou les Carnets secrets d'une jeune fille (Die Halbzarte), de Rolf Thiele
- 1959 : Grand Hôtel (Menschen im Hotel), de Gottfried Reinhardt
- 1959 : Les Mutins du Yorik (Das Totenschiff), de Georg Tressler
- 1959 : L'Homme-miracle (Ein Mann geht durch die Wand), de Ladislas Vajda
- 1960 : Der Jugendrichter, de Paul Verhoeven
- 1960 : Le Brave Soldat Chvéïk, d'Axel von Ambesser
- 1960 : Il s'agit de trouver le filon (Mit Himbeergeist geht alles besser), de Georg Marischka
- 1960 : Fais ta valise Sherlock Holmes (Das schwarze Schaf), d'Helmuth Ashley
- 1961 : Drôle de menteur (Der Lügner), de Ladislas Vajda
- 1962 : Max, der Taschendieb, d'Imo Moszkowicz (de)
- 1962 : Le Livre de San Michele (Der Arzt von San Michele), de Giorgio Capitani et Rudolf Jugert
- 1962 : Straße der Verheißung, d'Imo Moszkowicz (de)
- 1963 : Una chica casi formal, de Ladislas Vajda
- 1963 : Es war mir ein Vergnügen, d'Imo Moszkowitz

### Comme producteur
- 1932 : Unmögliche Liebe
- 1954 : Ceux du voyage (Carnival Story)

### Comme chef décorateur
- 1923 : Sa femme l'inconnue de Benjamin Christensen
- 1927 : Bigamie, de Jaap Speyer
- 1930 : Das Land des Lächelns
- 1931 : Drei Tage Liebe, d'Heinz Hilpert
- 1931 : Die große Attraktion, de Max Reichmann

### Comme chef costumier
- 1927 : Die Frauengasse von Algier, de Wolfgang Hoffmann-Harnisch